# Plaošnik

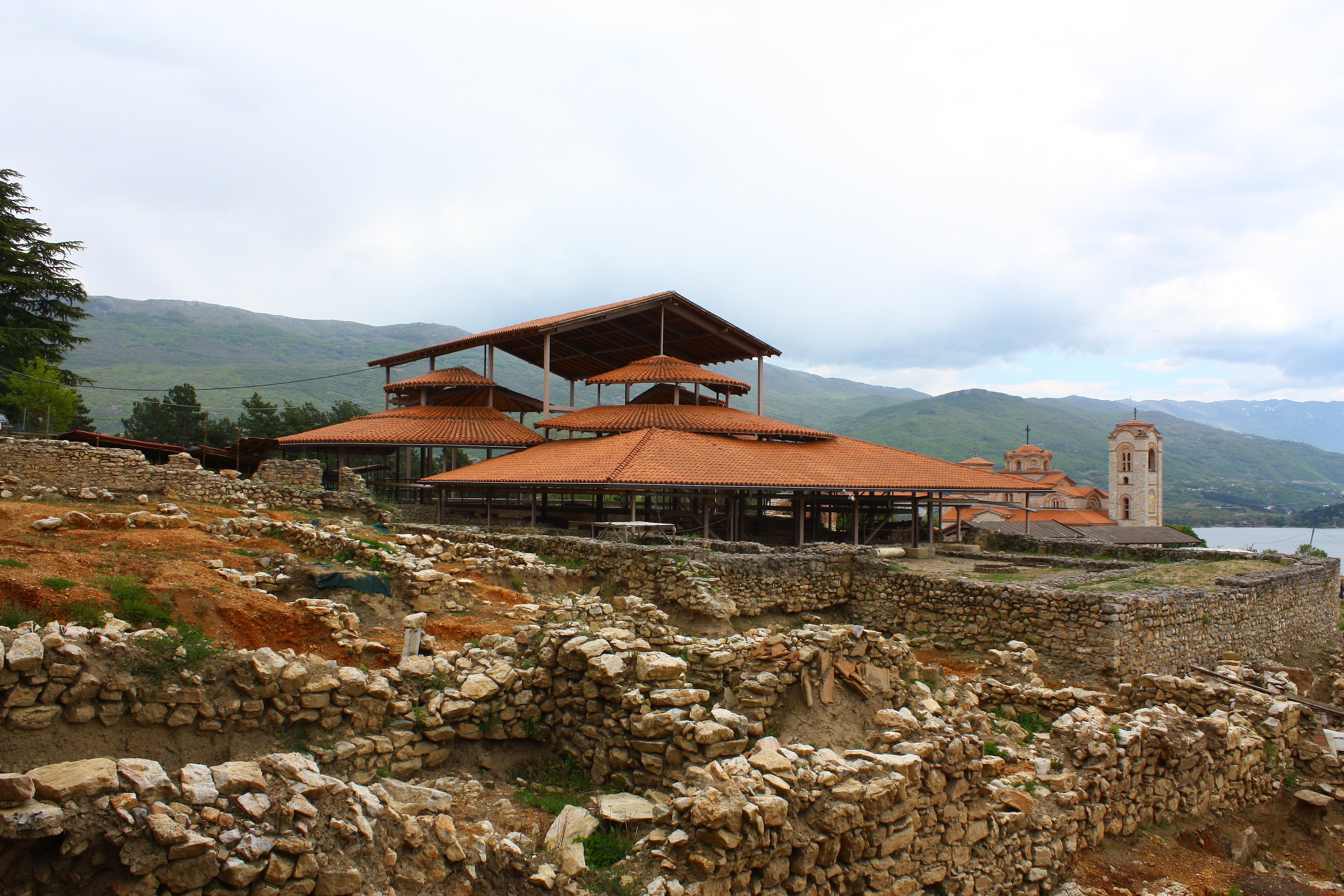
Pozůstatky baziliky v lokalitě Plaošnik.

Plaošnik (makedonsky Плаошник), někdy také zkráceně Plaoš (makedonsky Плаош) je archeologické naleziště, významné duchovní, kulturní a turistické centrum pro staré dějiny Makedonie. Nachází se na východním břehu Ohridského jezera ve vzdálenosti 250 metrů od Samuelovy pevnosti. Dříve sporadicky prozkoumávaná lokalita se po roce 1999 stala středem pozornosti řady průzkumů.
Již v roce 893 byl na tomto místě postaven kostel svatého Klimenta Ochridského, který se stal jednou z nejstarších staveb v dnešním městě. Kostel se stal největším kulturním a vzdělávacím centrem v regionu a sídlila zde slavná Ochridská literární škola, kde se vyučovalo nově vytvořenou slovanskou abecedou, cyrilicí. Později zde vznikl klášter. 
Strategická lokalita na ostrohu nad Ochridským jezerem však byla osídlena ještě dříve. Průzkum lokality odhalil základy pětilodní starověké baziliky z období 4. až 6. století n. l. Byla součástí starověkého města Lychnidos, stejně jako i okolní domy, jejichž základy byly rovněž odkryty.P V roce 2007 zde byl nalezen poklad 2383 benátských mincí, kteří prozkoumávali základy bývalého kláštera. 